# Montagny-près-Yverdon
Montagny-près-Yverdon is een gemeente en plaats in het Zwitserse kanton Vaud, en maakt deel uit van het district Jura-Nord vaudois.
Montagny-près-Yverdon telt 625 inwoners.

## Externe link

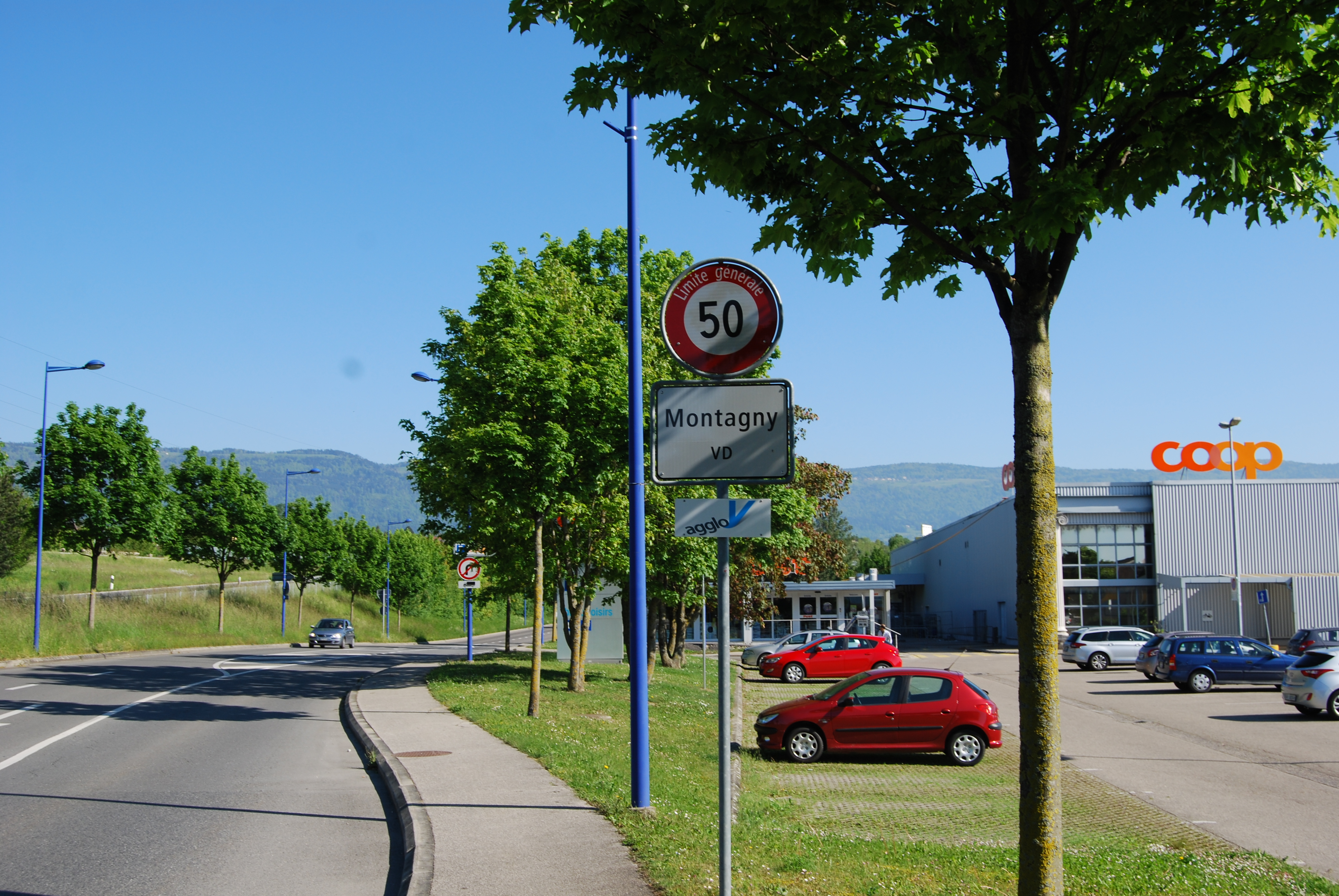
Montagny-près-Yverdon